# Deuxième circonscription de la préfecture d'Ehime
La deuxième circonscription de la préfecture d'Ehime (愛媛県第2区, Ehime-ken dai-ni-ku) est l'une des quatre circonscriptions législatives que compte la préfecture d'Ehime au Japon. Cette circonscription comptait 249 832 électeurs en date du 1er septembre 2021.

## Description géographique
La deuxième circonscription de la préfecture d'Ehime regroupe les villes d'Imabari et Tōon, les extrémités nord et sud de Matsuyama et les districts d'Ochi et Iyo.

## Députés
| Législature | Début de mandat | Fin de mandat | Député élu              |  | Parti politique |
| ----------- | --------------- | ------------- | ----------------------- |  | --------------- |
| 41e         | 1996            | 2000          | Seiichirō Murakami (ja) |  | PLD             |
| 42e         | 2000            | 2003          | Seiichirō Murakami (ja) |  | PLD             |
| 43e         | 2003            | 2005          | Seiichirō Murakami (ja) |  | PLD             |
| 44e         | 2005            | 2009          | Seiichirō Murakami (ja) |  | PLD             |
| 45e         | 2009            | 2012          | Seiichirō Murakami (ja) |  | PLD             |
| 46e         | 2012            | 2014          | Seiichirō Murakami (ja) |  | PLD             |
| 47e         | 2014            | 2017          | Seiichirō Murakami (ja) |  | PLD             |
| 48e         | 2017            | 2021          | Seiichirō Murakami (ja) |  | PLD             |
| 49e         | 2021            | -             | Seiichirō Murakami (ja) |  | PLD             |